# Marta Cox
Pour les articles homonymes, voir Cox.
Marta Cox, née le 20 juillet 1997 à Panama, est une footballeuse internationale panaméenne. Elle évolue actuellement au poste de milieu offensif à Pachuca.

## Biographie
Marta Cox naît dans le quartier de Chorrillo à Panama. Elle commence le football à quatre ans avec le club de son quartier, le Chorrillo FC. À 14 ans, elle évolue avec l'équipe senior de Chorrillo et les moins de 20 ans du Panama. Deux ans plus tard, elle est sélectionnée avec l'équipe du Panama senior.
Elle s'exile une première fois en Colombie et joue pour le CD Formas Íntimas. Elle part ensuite une première fois au Mexique où elle joue pour les Dragonas. Après des passages en Colombie au Deportes Quindío et à Cortuluá, un retour au Panama à l'Universitario, puis une saison au Costa Rica à la LD Alajuelense, elle rejoint la Liga MX en 2021, en signant au Club León. C'est la première joueuse panaméenne à évoluer dans le championnat mexicain. Elle s'engage ensuite au CF Pachuca.
Avec le Panama, elle se qualifie pour la Coupe du monde 2023. Elle marque le but de la victoire face à Trinité-et-Tobago lors du dernier match de poule du championnat de la CONCACAF 2022, victoire qui qualifie le Panama pour les barrages intercontinentaux du Mondial. Elle y inscrit une bicyclette face à la Papouasie-Nouvelle-Guinée, puis une passe décisive sur le seul but du dernier match de barrages face au Paraguay,. Lors du tournoi finale, elle marque le premier but de l'histoire de sa sélection lors du troisième match de poules : face à la France, alors qu'elle subit une faute dès les premières secondes de jeu, elle inscrit un coup franc direct pour ouvrir le score.